# Nahual lanceolatus
Espèce
Synonymes
- Schizomus lanceolatus Rowland, 1975
- Stenochrus lanceolatus (Rowland, 1975)

Nahual lanceolatus est une espèce de schizomides de la famille des Hubbardiidae.

## Distribution
Cette espèce est endémique du Mexique. Elle se rencontre au Veracruz dans la grotte Cueva del Diablo à Ciudad Mendoza et au Puebla à Esperanza sur le pic d'Orizaba.

## Description
Le mâle holotype mesure 6,1 mm.
La femelle décrite par Monjaraz-Ruedas, Prendini et Francke en 2019 mesure 5,1 mm.

## Publication originale
- Rowland, 1975 : A partial revision of Schizomida (Arachnida), with descriptions of new species, genus, and family. Occasional papers of The Museum Texas Tech University, no 31, p. 1-21 (texte intégral).